# Panfile

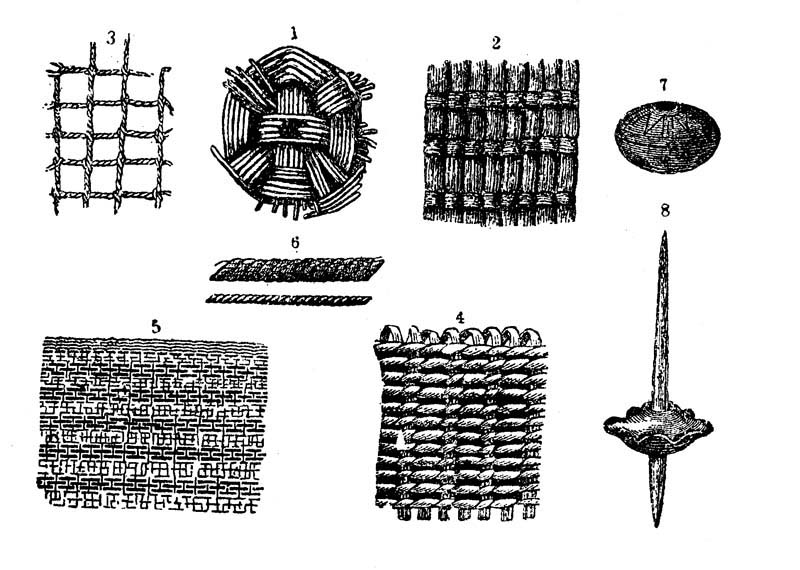
Objetos de tecelagem da Pré-História

Panfile (em grego: Παμφίλη), segundo Aristóteles, foi a mulher que inventou a seda, tecendo-a a partir do casulo de um inseto que, em seis meses, passava pelos estágios de uma larva com chifres, casulo e a forma necydalus. Ela era filha de Plateu, e natural da ilha de Cós.
Plínio, o Velho, repete a história de Aristóteles, mas acrescenta alguns detalhes de invenção própria. Segundo Plínio, o inseto era natural da Assíria, e quem descobriu como tecer a seda era Panfile, filha de Latoos.
O nome de Pamphile sugere um personagem da era heroica da Grécia, pela semelhança com Ônfale e Erífila, mas não aparece em nenhum outro texto. O nome de seu pai também lembra Proteu, Perseu e Teseu. Possivelmente, a lenda se origina do passado imemorial da Grécia, e a fabricação da seda no Ocidente poderia datar desta época, sendo independente de contato com o Oriente.